# 中国驻多哥大使列表
本列表为中華民國和中華人民共和國驻多哥历任大使名录。

## 历任中国驻多哥大使

### 中华民国驻多哥大使（1960年－1972年）
1960年4月27日，中华民国与多哥建交，并于同年5月9日设置驻多哥大使馆。1972年10月4日，两国中止外交关系。
| 姓名   | 任命          | 到任          | 递交国书      | 免职          | 离任           | 外交衔级 | 外交职务     | 备注       | 备注 |
| ------ | ------------- | ------------- | ------------- | ------------- | -------------- | -------- | ------------ | ---------- | ---- |
| 姚定塵 | 1960年5月9日  | 1960年4月25日 | 1960年4月27日 |               | 1962年5月16日  | 参事     | 临时代办     |            |      |
| 吴世英 | 1960年9月30日 | 1961年4月21日 | 1961年4月24日 | 1962年3月8日  |                | 大使     | 特命全权大使 | 驻喀麦隆兼 |      |
| 張平群 | 1962年3月8日  | 1962年5月16日 | 1962年6月7日  | 1973年1月15日 | 1972年10月18日 | 大使     | 特命全权大使 |            |      |

### 中华人民共和国驻多哥大使（1972年至今）
1972年9月19日，中华人民共和国与多哥共和国建交，开始派遣驻多哥大使。
| 姓名   | 任命           | 任命           | 到任           | 递交国书       | 免职           | 免职           | 离任           | 外交衔级 | 外交职务     | 备注     |
| 姓名   | 全国人大常委会 | 主席           | 到任           | 递交国书       | 全国人大常委会 | 主席           | 离任           | 外交衔级 | 外交职务     | 备注     |
| ------ | -------------- | -------------- | -------------- | -------------- | -------------- | -------------- | -------------- | -------- | ------------ | -------- |
| 郭又昌 | 不適用         | 不適用         | 1972年11月     |                | 不適用         | 不適用         | 1973年4月      |          | 临时代办     | 筹备开馆 |
| 魏宝善 | 不適用         | 不適用         | 1973年4月4日   | 1973年4月12日  | 不適用         | 不適用         | 1974年5月      | 大使     | 特命全权大使 |          |
| 岳欣   | 不適用         | 不適用         | 1974年8月      | 1974年8月14日  | 1982年3月8日   | 不適用         | 1980年12月     | 大使     | 特命全权大使 |          |
| 靳民生 | 1982年3月8日   | 不適用         | 1982年5月28日  | 1982年6月23日  | 1985年3月21日  | 1985年8月21日  | 1985年6月2日   | 大使     | 特命全权大使 |          |
| 李培宜 | 1985年3月21日  | 1985年8月21日  | 1985年9月      | 1985年9月2日   | 1989年10月31日 | 1990年2月8日   | 1990年1月      | 大使     | 特命全权大使 |          |
| 周贤觉 | 1989年10月31日 | 1990年2月8日   | 1990年4月12日  | 1990年4月23日  | 1993年9月2日   | 1993年12月1日  | 1993年11月3日  | 大使     | 特命全权大使 |          |
| 孙昆山 | 1993年9月2日   | 1993年12月1日  | 1993年12月     | 1994年1月21日  | 1997年7月3日   | 1997年10月31日 | 1997年10月     | 大使     | 特命全权大使 |          |
| 江康   | 1997年7月3日   | 1997年10月31日 | 1997年11月     | 1997年11月20日 | 1999年8月30日  | 1999年12月8日  | 1999年12月     | 大使     | 特命全权大使 |          |
| 尹玉标 | 1999年8月30日  | 1999年12月8日  | 1999年12月     | 1999年12月15日 | 2002年4月28日  | 2002年8月20日  | 2002年8月      | 大使     | 特命全权大使 |          |
| 张史贤 | 2002年4月28日  | 2002年8月20日  | 2002年8月      | 2002年8月13日  | 2006年10月31日 | 2007年2月17日  | 2007年2月      | 大使     | 特命全权大使 |          |
| 杨民   | 2006年10月31日 | 2007年2月17日  | 2007年2月15日  | 2007年3月8日   | 2010年8月28日  | 2011年1月12日  | 2010年11月     | 大使     | 特命全权大使 |          |
| 王作峰 | 2010年8月28日  | 2011年1月12日  | 2011年1月      | 2011年1月21日  | 2013年8月30日  | 2014年1月16日  | 2013年11月27日 | 大使     | 特命全权大使 |          |
| 刘豫锡 | 2013年8月30日  | 2014年1月16日  | 2013年11月30日 | 2013年12月13日 | 2018年4月27日  | 2018年9月7日   | 2018年6月      | 大使     | 特命全权大使 |          |
| 巢卫东 | 2018年6月22日  | 2018年9月7日   | 2018年8月11日  | 2018年8月17日  |                | 2025年7月11日  | 2025年6月      | 大使     | 特命全权大使 |          |
| 王敏   |                | 2025年7月11日  | 2025年6月29日  | 2025年7月29日  | 现任           |                |                | 大使     | 特命全权大使 |          |